# Resolució 457 del Consell de Seguretat de les Nacions Unides
La Resolució 457 del Consell de Seguretat de les Nacions Unides, aprovada per unanimitat el 4 de desembre de 1979, es va dirigir a la crisi dels ostatges a l'Iran. Després d'expressar la seva preocupació pel nivell de tensions entre l'Iran i els Estats Units com una amenaça potencial per a la seguretat internacional, el Consell demana a l'Iran que alliberi immediatament els ostatges a l'ambaixada estatunidenca a Teheran i els permeti sortir del país. La resolució va recordar a tots els Estats membres que respectessin la Convenció de Viena sobre Relacions Diplomàtiques i Convenció de Viena sobre Relacions Consulars, que va instar els països a respectar la inviolabilitat del personal diplomàtic i els locals de les seves missions diplomàtiques.
El Consell va demanar als dos països que resolguessin les disputes entre ells i que exercissin la màxima restricció en la situació actual.